# Мацарели ди Ла (Алесандрија)
Мацарели ди Ла је насеље у Италији у округу Алесандрија, региону Пијемонт.
Према процени из 2011. у насељу је живело 19 становника. Насеље се налази на надморској висини од 362 м.